# Thelypteris mettenii
Thelypteris mettenii är en kärrbräkenväxtart som först beskrevs av Edwin Bingham Copeland, och fick sitt nu gällande namn av Delia Abbiatti. Thelypteris mettenii ingår i släktet Thelypteris och familjen Thelypteridaceae. Inga underarter finns listade.